# Jadran (Osek nad Bečvou)
Jadran, nazývaný také písník Jadran, je písník a rybník v Oseku nad Bečvou v okrese Přerov v Olomouckém kraji. Nachází se na pravém břehu řeky Bečvy a na levém břehu potoka/kanálu Strhanec nedaleko Oseckého jezu, v geomorfologickém podcelku Bečevská brána a v etnickém regionu Haná.

## Historie a popis
Jadran, který je provozován jako oblíbené sezonní přírodní koupaliště, vznikl zatopením vodami blízké řeky Bečva po ukončení místní těžby písku/štěrkopísku ve 20. století. Má přibližně čtvercový půdorys a plošnou rozlohu 6,63 až 7,2 ha. Je využíván k rekreaci, vodním sportům a rybolovu. Pláže jsou písečné nebo travnaté a v sezóně je zde také provozováno občerstvení. Voda je pravidelně kontrolovaná a v období suchá může Jadran trpět nedostatkem vody.

## Další informace
Místo je celoročně volně přístupné a dobře přístupné z Oseka nad Bečvou či Lipníka nad Bečvou. Nachází se na cyklotrasách Bečva, 50A, 6238, 6240, Cyklotrasa GW Krakov-Morava-Vídeň a žluté turistické trase.

## Galerie

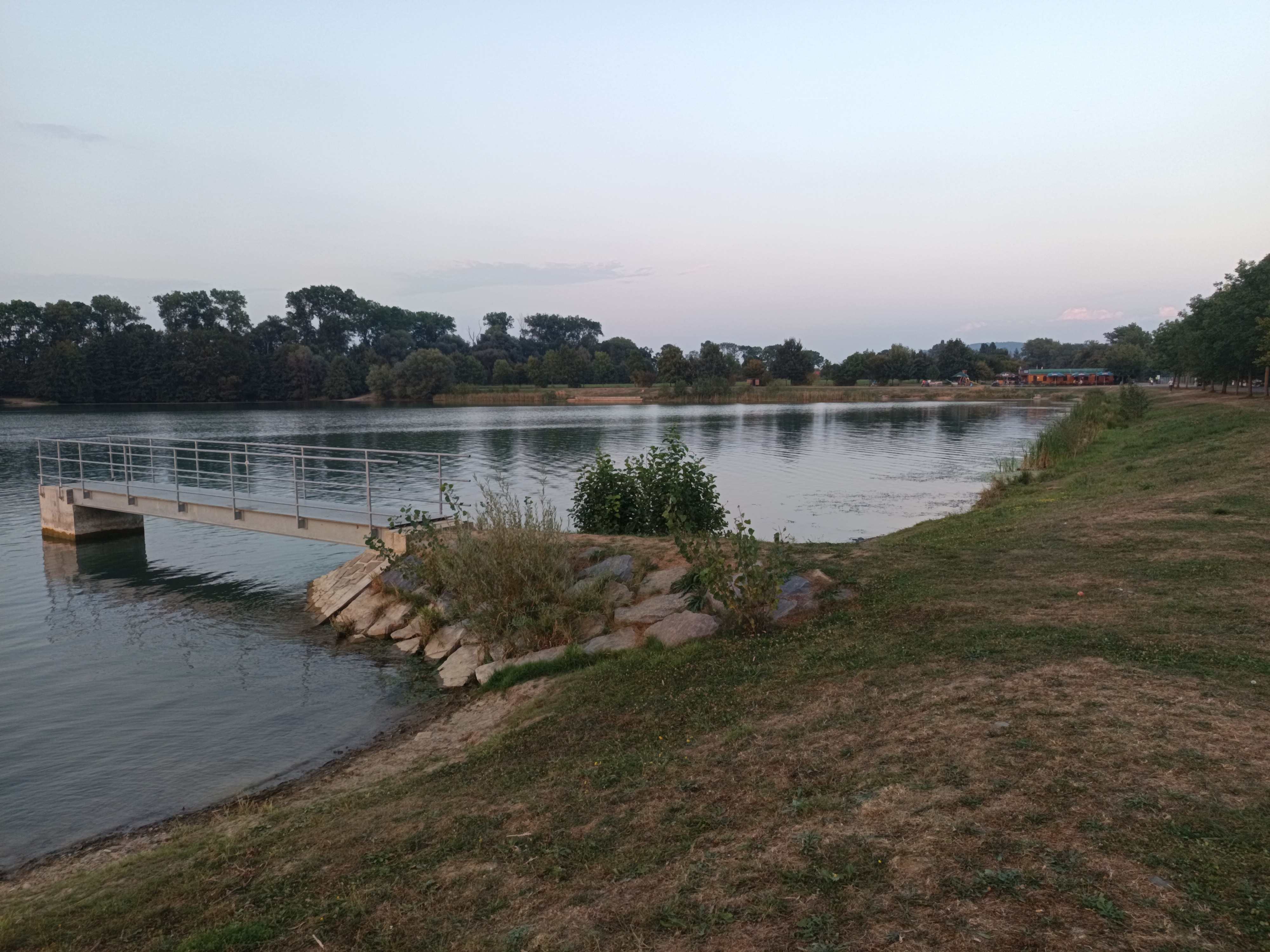
Hráz
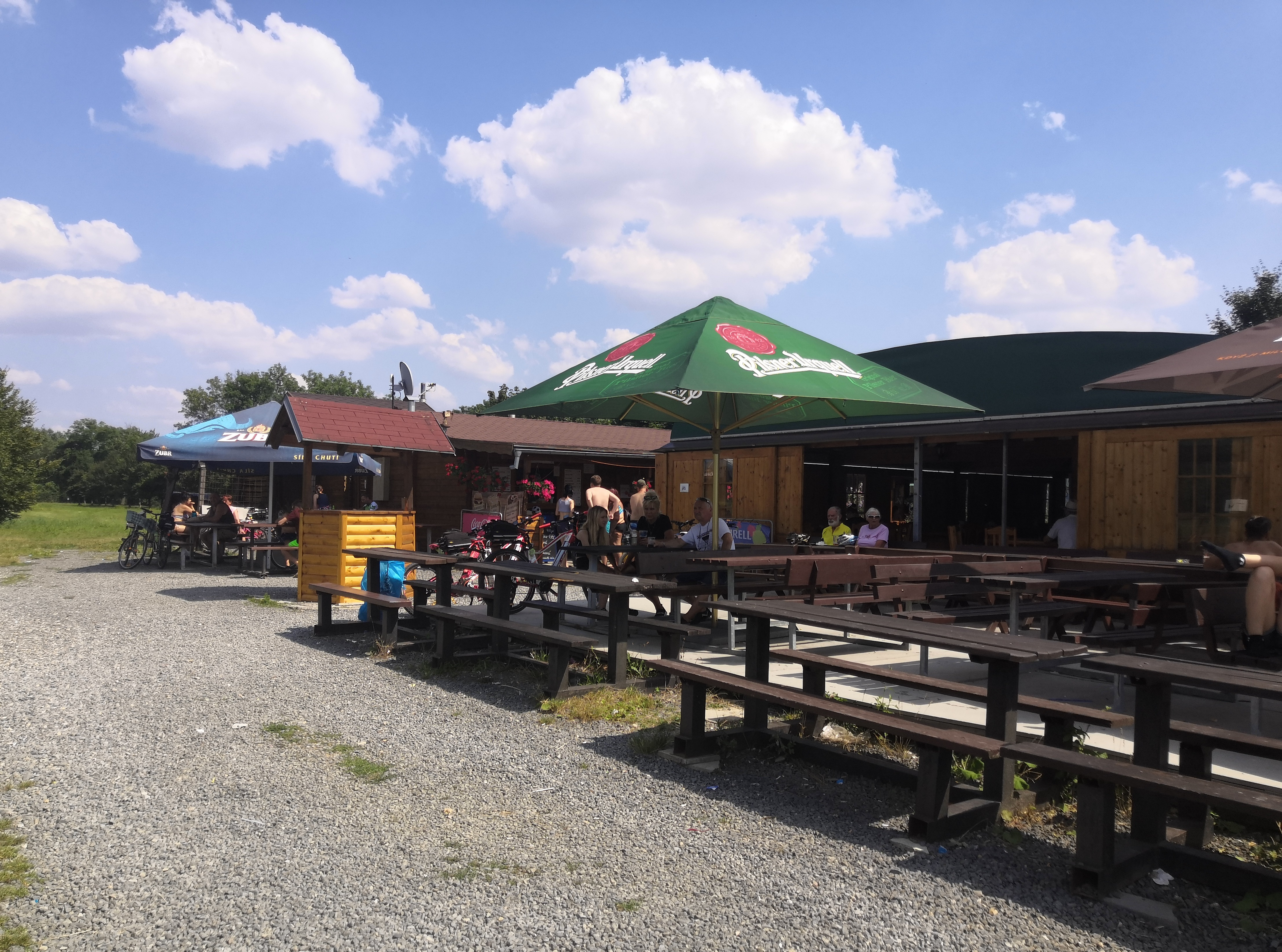
Občerstvení na hrázi
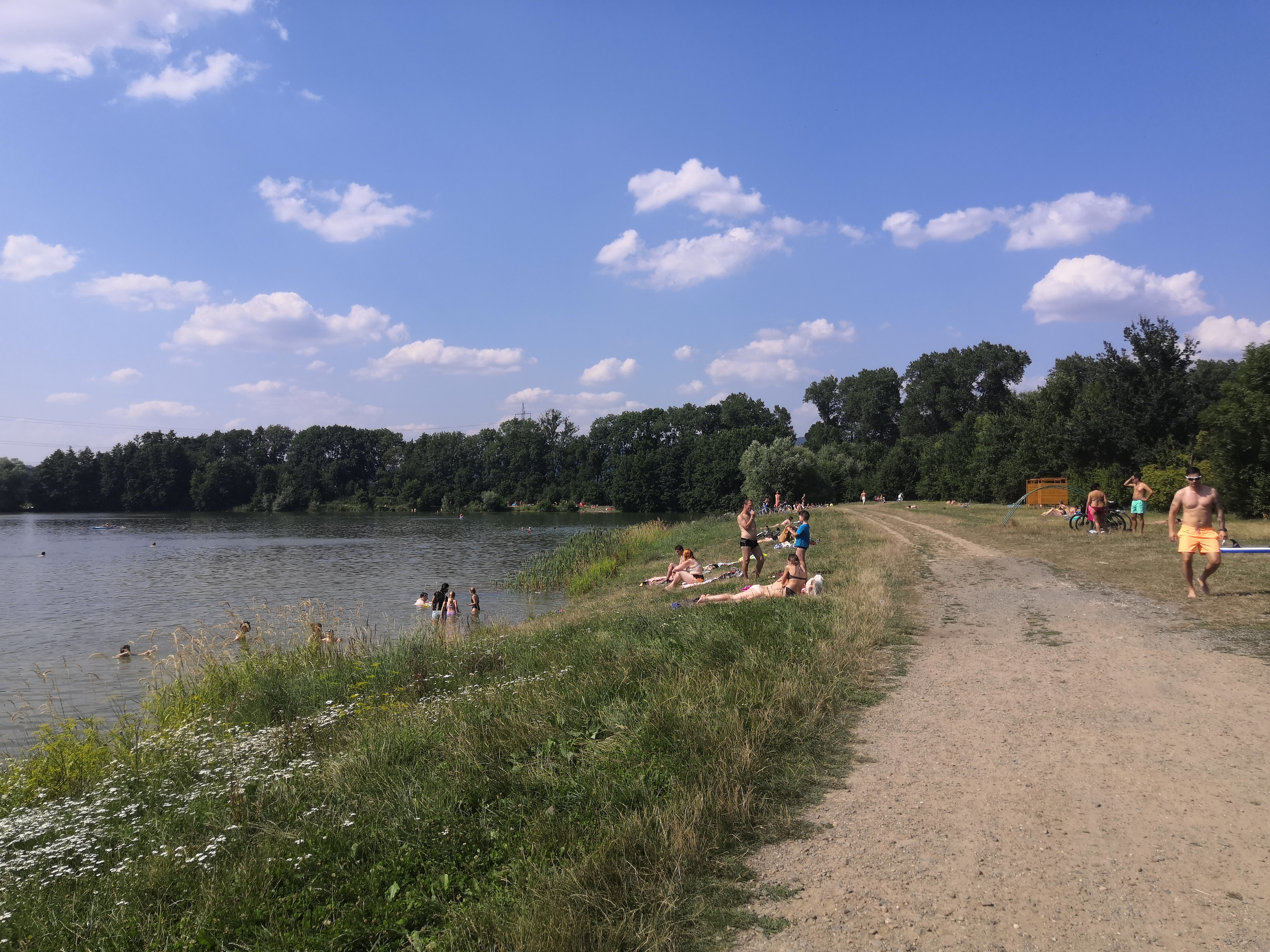
Hráz